# Cyclosa ojeda
Cyclosa ojeda är en spindelart som beskrevs av Levi 1999. Cyclosa ojeda ingår i släktet Cyclosa och familjen hjulspindlar.
Artens utbredningsområde är Curaçao. Inga underarter finns listade i Catalogue of Life.